# 劉其忠
劉其忠（1590年—？），字長琯，别号玄如，福建漳州府龍溪縣民籍，長泰縣人。明朝官员，万历四十四年（1616年）丙辰科进士。

## 生平
庚寅年六月初三日生。萬曆四十年（1612年）壬子科福建鄉試第二十三名，四十四年（1616年）丙辰科會試六十七名，三甲十六名進士。户部觀政，授湖州府推官，四十六年同考湖廣鄉試，天啓元年同考浙江鄉試，二年行取考選，三年授湖廣道監察御史，五年巡按甘肅，六年考察閒住。崇禎元年起原職，二年省直遼餉，丁憂歸。

## 家族
曾祖劉士昌。祖父劉灼。父劉繼周，生员。從兄劉行義，庚戌進士。劉正中，癸丑進士，刑部主事。。